# 無次元量
無次元量（むじげんりょう、英語: dimensionless quantity）とは、全ての次元指数がゼロの量である。慣習により無次元量と呼ばれるが無次元量は次元を有しており、指数法則により無次元量の次元は1である。
無次元数（むじげんすう、dimensionless number）、無名数（むめいすう、bare number）とも呼ばれる。
無次元量の数値は単位の選択に依らないので、一般的な現象を特徴付ける物理量として、物理学、工学、経済など多くの分野で広く用いられる。このようなパラメータは現実には物質ごとに決まるなど必ずしも操作可能な量ではないが、理論や数値実験においては操作的な変数として取り扱うこともある。

## 歴史
無次元量は科学において時々現れ、次元解析の分野において形式的に扱われる。19世紀、フランスの数学者ジョゼフ・フーリエとスコットランドの物理学者ジェームズ・クラーク・マクスウェルが、近代的な次元と単位の概念を発展させた。後のイギリスの物理学者オズボーン・レイノルズとレイリー卿の研究は、物理学における無次元数の理解に貢献した。エドガー・バッキンガムは、レイリーの次元分析の手法を基に、これらの量の性質を正式化するバッキンガムのπ定理を証明した（これは、フランスの数学者ジョゼフ・ベルトランの以前の研究とは独立している）。多くの他の無次元数（主として比率）は、1900年代初期、特に流体力学と熱伝導の分野で作られた。 組立単位 dB（デシベル）で比率を計測することは、今日、広く普及している。2000年代初頭、国際度量衡委員会は、無次元量の単位を「ウノ」(uno)と命名することについて議論したが、却下された。

## 比率
同じ種類の2つの量の比として定義される量は無次元量である。例えば傾きは水平距離に対する鉛直距離の比である。つまり「長さ」という同種の量の比として定義される無次元量である。より複雑な例として、変形の尺度であるひずみは、変形前の長さに対する長さの変化の比として定義される無次元量である。他の例として濃度（質量濃度、体積濃度、モル分率など）が挙げられる。例えばアルコール度数はアルコール飲料の容積に対するエタノールの容積の比である。
このような無次元量の一貫性のある組立単位は数の1である。実用上は数値を扱い易くするために、百分率（パーセント、% = 0.01）や千分率（パーミル、‰ = 0.001）、ppm（10−6）、ppb（10−9）、ppt（10−12）などのParts-per表記が用いられる。
また、どの種類の量の比であるかを明示するために対応する単位の比（kg/kg、mol/molなど）で表される。例えばアルコール度数は通常は百分率で表わされるが、容積比であるから % = mL/100mL と書き換えられる。
角度の単位は無次元量である。弧度法による単位（ラジアン）は円周上の長さと半径との比率であり、度数法による単位（度、グラードなど）は円周上の長さと円周との比率に定数をかけたものである。
統計学では、変動係数は平均に対する標準偏差の比であり、データのばらつきを表現するために使用される。
他に以下のような例がある。
- 長さ同士の比：アスペクト比
- 質量同士の比：比重、原子量
- 周波数同士の比：Q値（振動や共振の鋭さを示す値）
- 入力と出力の比：利得(電力-、電圧-)
- 入射光と反射光の比：アルベド

## 計数量
国際単位系（SI）と対応する国際量体系（ISQ）において、計数量（counting quantity）は通常は無次元量であるとみなされている。ただし、上述の比として定義される無次元量とは異なり、計数量は長さや質量など他の基本量から組み立てられる量ではない。
計数量の単位である日本語における数助詞（個、人、回など）や、これらと対応する英語におけるcount(s), turn(s), rotation(s) など、及びその他外国語で対応する単語などは、現在のSIにおいては一貫性のある組立単位 1 の書き換えとして位置付けられているが、これらを新たな基本量の単位とみなすべきである可能性が示唆されている。
数係数を含む計数量の単位としては十二進数で個数を数える際のダースやグロスなどが挙げられる。

## 数学定数
数学定数である 1、虚数単位 i、円周率 π、ネイピア数 e など、全ての純粋な数で次元は1である。

## 無次元数の具体例
無次元数は、分野や理論ごとに多くの種類がある。それは、現象を記述する理論ごとに無次元数を見つけることができ、また無次元数の作り方には自由度があるためである。
以下にはよく知られているであろう無次元数を挙げる。

### 偏差値
平均値と標準偏差を規格化し、ある数値が母集団の中でどれくらいの位置にいるかを表したものを偏差値という。

### 力学
- 反発係数：衝突前後の速さの比。

### 流体力学
- レイノルズ数：
  - 流体力学の分野で用いられるレイノルズ数は、 代表長さ [長さの次元]、代表速度 [速さ = 長さ / 時間の次元]、動粘性係数 [長さ2 / 時間の次元] の値を用いて求められ、流れ場の状態（運動量輸送における移流と拡散の比）を表す無次元数となる。形は同じで大きさが異なる物体回りの流れを比較する際、両者のレイノルズ数が同じであれば、物体回りの流体の流れは相似となりサイズは異なっても本質的には同じ現象と考えることができる。特に乱流を扱う際は必須のパラメーターである。
- 熱輸送
  - ヌセルト数：熱輸送における熱伝達（移流などを含む）と熱伝導の比率。伝熱を扱う際は必須。
  - プラントル数：熱輸送と運動量輸送の比。
  - ルイス数：熱輸送と物質移動の比。
  - ビオ数：熱輸送における熱伝達と固体側の熱伝導の比。伝熱で用いる。
- 浮力、重力
  - 比重：ある物質の密度（単位体積当たり質量）と、基準となる標準物質の密度との比
  - グラスホフ数：流れ場における浮力の相対的な影響を示す。
  - フルード数：流速と長波の伝播速度の比。開水路などの重力が支配的な流れで用いられる。
  - レイリー数：流体層の温度勾配を無次元化した量。熱対流を扱う際は必須。
- その他
  - マッハ数：流体のもつ運動エネルギと内部エネルギの比の平方根。圧縮性流体を扱う際は必須。
  - クヌーセン数：代表長さと分子の平均自由行程の比。
  - ロスビー数：回転系において流体の流速と系の角速度の比。
  - エクマン数：回転系の粘性の大きさを示す。

### 材料工学
- ゾンマーフェルト数：潤滑の状態を評価する数。
- ポアソン比：ひずみの比。

### 電磁気学
- 比誘電率
- 比透磁率
- 電気感受率
- 磁化率

### 素粒子物理学
- 微細構造定数

### 光学
- 屈折率
- アッベ数
- 振動子強度

### 通信工学
- アーラン：通信トラヒック工学における通信量の尺度。
- SN比：信号量と雑音量の比。

### 化学
- 八田数：化学工業におけるガス吸収操作に関する無次元数。
- チーレ数：触媒粒子内における反応速度と拡散速度の比。
- 物質輸送に関する無次元数
  - シャーウッド数：成分輸送における物質移動と拡散の比。
  - シュミット数：物質移動と運動量輸送の比。

### 気象学
- 比湿

## 単位の記述
無次元数には基本的に単位を付与しないが、レベルのような、対数を用いて定義される量には特別の単位を与えることがある。
- デシベル：基準量との比の常用対数（底を 10 とする）。
- ネーパ：基準量との比の自然対数（底をネイピア数 e ≈ 2.718281828459045... とする）。